# Coupéville
Coupéville é uma comuna francesa na região administrativa do Grande Leste, no departamento de Marne. Estende-se por uma área de 30.42 km², e possui 162 habitantes, segundo o censo de 2018, com uma densidade de 5.3 hab/km².